# Marcel Balthasar
Marcel Balthasar, född 4 juni 1939, är en luxemburgsk bågskytt. Han deltog vid olympiska sommarspelen 1972.